# アッドゥ環礁

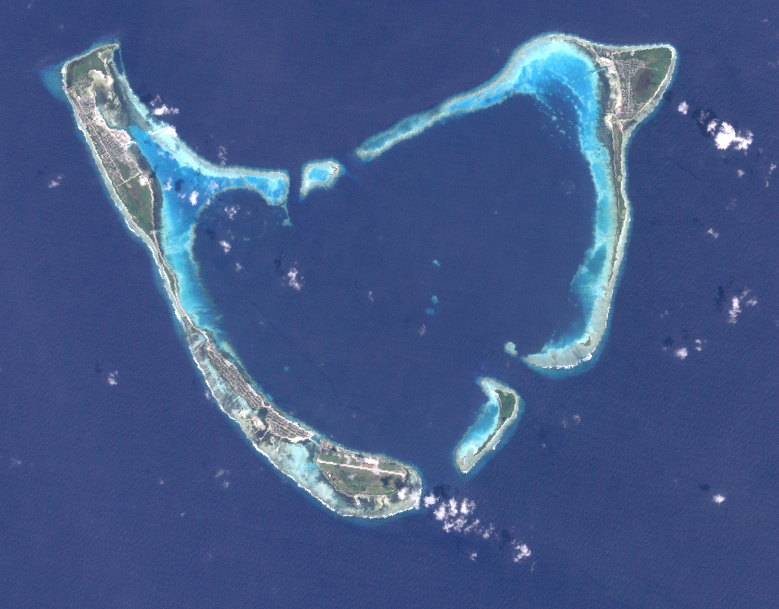
アッドゥ環礁の衛星写真

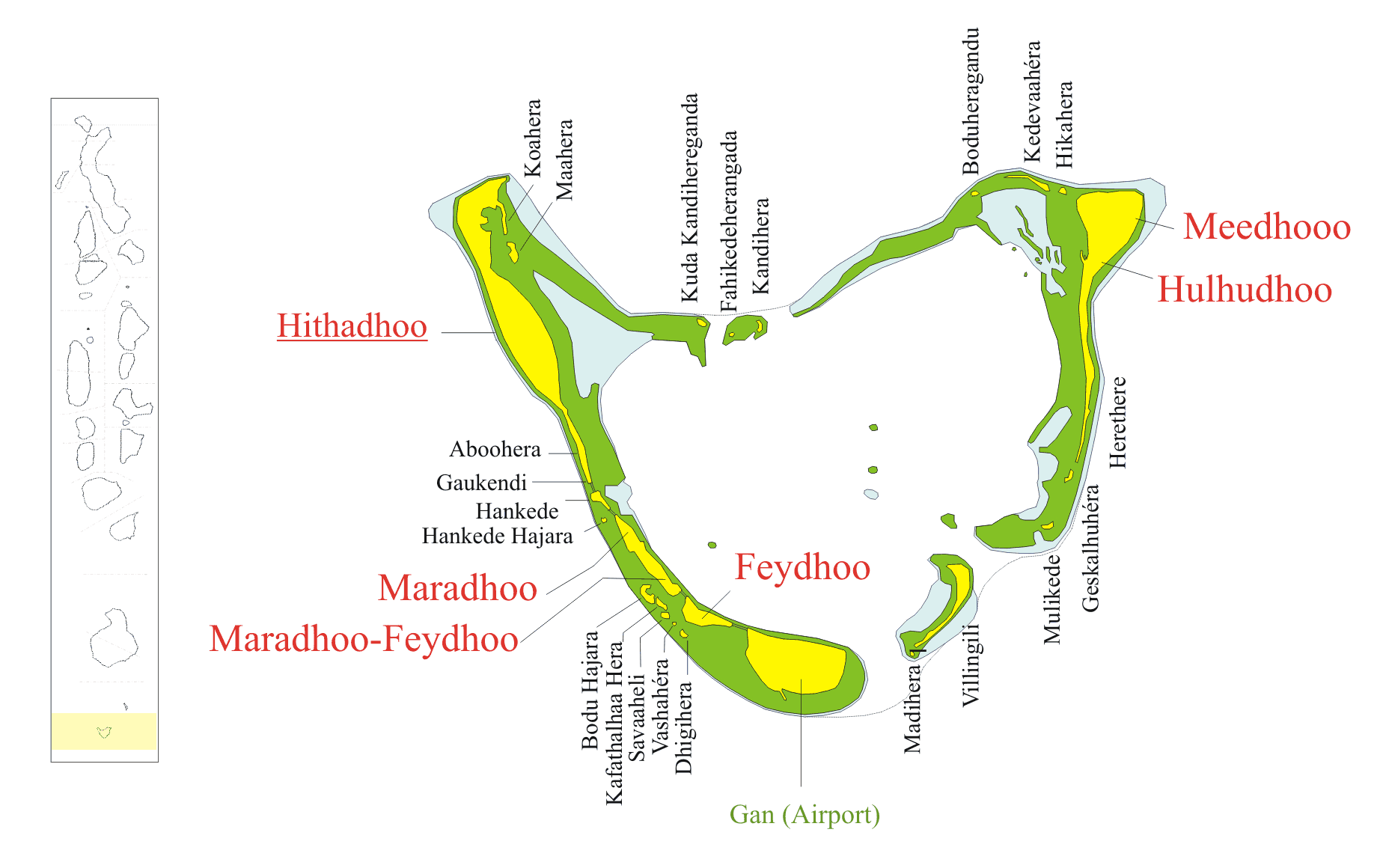
アッドゥ環礁の地図

アッドゥ環礁（アッドゥかんしょう、英: Addu Atoll）は、モルディブの最南端に位置する環礁。日本語ではアッズ環礁、またはアドゥ環礁とも表記される。また、別名シーヌ環礁（英：Seenu Atoll）とも呼ばれ、行政区画（環礁区）の呼称としてはこちらが用いられている。

## 概要
23の島からなるが、そのうち有人島はミードゥ、ヒタドゥ、マラドゥ、フェイドゥ、ガン、そしてフルフドゥの6島のみ。人口はおよそ28,000人強である。地理的にはモルティブの最南端に当たるが、チャゴス諸島の北側にある。1959年-1963年まで、アドゥアン人民共和国、次いでスバディバ連合共和国を称しモルディブから独立を宣言していた。
この環礁で話されるディベヒ語の方言は、モルディブの他の地域で話されるディベヒ語と非常に異なっている。アッドゥ環礁の就業者のうち、西洋人のために働いた経験があり、高い英会話力を持つ人は、おおよその場合観光産業に職を求めた。このため、アッドゥ環礁の人々が、職探しや子供の教育のために観光産業の盛んな首都マレやその近傍のリゾートに移り住むことも多かった。
2000年代半ばまでは環礁内に大規模なリゾートが無く、ダイビングを楽しむ観光客は多くなかったが、その後は多くの観光客が訪れる様になっている。また、ガン島を中心に環礁内の島を散策出来るため、マレを除いて外国人が立ち入れる島が少ないモルディブにおいて、貴重な体験が出来る場所にもなっている。
島周辺には生物多様性に富むサンゴ礁、藻場、ラグーン、マングローブなどの生態系があり、ブラックフラッグサンドパーチ、モルディブトリプルフィン、モルディブブレニーなどの多くの固有種の魚類が生息している。2020年にユネスコの生物圏保護区に指定された。

## イギリス海軍の基地としての歴史
イギリス海軍は第二次世界大戦中の1941年に、ガン島を初めとするアッドゥ環礁にひそかに基地を建設した（秘匿名称「ポートT」）。この基地は1957年にイギリス空軍の基地（RAF GAN）となり、冷戦中は前哨拠点として使われた。
海軍基地は元々、東洋艦隊の代替基地として建設された。当時の公式発表とは異なり、東洋艦隊の母港であったシンガポールは、日本軍がマレー半島やオランダ領東インドに本格的進攻を行った場合、とても防衛しきれないだろうというのがイギリス軍内での公的な見方だった。そして1942年には実際その通りになってしまう。当初、東洋艦隊はセイロン島（現スリランカ）のツリンコマリーをシンガポールのかわりの母港と意図していた。しかし司令長官のジェームズ・サマヴィル大将は調査の結果、ツリンコマリーは本格的な攻撃に対して脆弱で、諜報活動も容易であり、母港としては不適当であることに気がついた。母港として必要な条件としては、安全が確保され、大型艦が停泊できる水深の深い泊地が存在し、戦略的に重要な地点にあって、敵が諜報活動を出来ない孤島であることが求められた。そしてアッドゥ環礁は見事にその条件に合致した。海軍基地として使用され始めると、イギリス海軍はこの環礁を全面的に利用した。
基地の建設は、1941年8月に海軍航空隊が利用する飛行場の建設のため、設網艦ガーディアンで海軍の技術者が運ばれてきたことで始まる。飛行場が建設中の間は、ガン島北部の防波堤内からサンダーランド飛行艇やカタリナ飛行艇が作戦に従事していた。海軍基地に不可欠な施設である大型石油タンクは、ガン島と環礁西部のヒタドゥ島に建設された。これらの施設は遠くの海上からも非常にはっきり見えたが、環礁全体の標高が低いためやむを得ないことだった。
東洋艦隊への補給は、オーストラリアの2隻の冷凍貨物船、「チャントー」と「タイピン」が受け持ち、両船はアッドゥ環礁を含む多数の基地に定期的に補給を行った。両船の3回の補給活動で、東洋艦隊の40隻以上の艦艇が補給を受けることが出来た。また、オーストラリア西部のフリーマントルから、アデンに向かういくつかの大型の輸送船団も、アッドゥ環礁で給油を受けている。
主要6島には、海兵隊第1沿岸防衛連隊の将兵が駐屯し、海岸砲や対空砲が配備された。防衛の便を図るため、環礁西部のガン島、アイホック島、マラドゥ島、ヒタドゥ島を繋ぐ小道が作られた。これらの島々は戦争の終わりごろには軽便鉄道で結ばれるようになった。なおアッドゥ環礁は、暑く湿気の多い気候と、娯楽施設の不足、人口の少なさから通常の社会生活が営みにくいことによって、不人気な駐屯先であった。
日本軍は1942年4月のセイロン沖海戦の際も、この基地の存在に気がつかなかった。しかし戦争後期には潜水艦の偵察によって、アッドゥ環礁に基地があることを発見した。1944年3月、イギリス軍が環礁の海面に防潜網を張り巡らせていたにもかかわらず、ドイツの潜水艦（Uボート）のU-183がタンカー「ブリティッシュ・ロイヤルティ」を雷撃した。この雷撃は、防潜網の隙間を狙って遠距離から行われており、非常に目覚ましい戦果を挙げた攻撃だといえる。ブリティッシュ・ロイヤルティは大破したものの沈没はせず、簡単な修理だけを受けて、戦時運輸省管轄下の燃料油貯蔵船となった（なお同船は1942年5月、日本海軍の特殊潜航艇の攻撃によりマダガスカルのディエゴ・スアレスにて一度撃沈され、これを引き揚げて復旧したものであった）。この事件により、石油流出による汚染がかなりひどく起こったので、イギリス将兵はたびたび環礁内の清掃を行った。1946年1月5日、ブリティッシュ・ロイヤルティはヒタドゥ島南端の環礁内で沈没した。その後数年油の流出は続いたが、現在では有名なダイビングスポットとなっている。
1957年に海軍基地はイギリス空軍に移管され、ガン空軍基地となった。ガン空軍基地はイギリス軍がアッドゥ諸島から撤退する1971年まで使用された。なお、空軍基地はそのまま民間航空機用のガン国際空港(en)として活用され、軍人用の宿舎は、改装の上、リゾートのコテージとして使用されている。